# Mikalaj Schkjaljonak

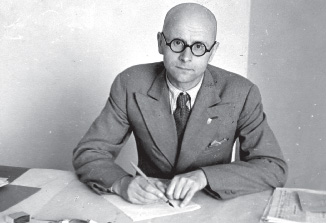
Mikalaj Schkjaljonak

Mikalaj Schkjaljonak (belarussisch Мікалай Шкялёнак; * 1899; † 1946) war ein weißrussischer politischer Aktivist und erster Vizepräsident des Weißruthenischen Zentralrats.

## Leben
Schkjaljonak beendete 1930 die juristische Fakultät an der Universität Vilnius. Er arbeitete als Verwaltungsangestellter in der Sportabteilung der Weißrussischen Studentenunion und schrieb für die Zeitung Studentengedanke. Schkjaljonak schrieb mehrere Bücher über die Geschichte Weißrusslands. Ab Juni 1941 war er ein Mitglied des Weißruthenischen Nationalzenters in Berlin und Hauptschriftleiter der Emigrantenzeitung Ranica. Ab dem Dezember 1943 wurde er erster Vizepräsident des Weißruthenischen Zentralrats, einer Marionettenregierung der deutschen Besatzer. Er leitete dabei die Propaganda- und Presseabteilung und half bei der Organisierung des II. Weißrussischen Volkskongresses im Juni 1944. Ab dem Juli 1944 lebte er in Deutschland, wo er sich an der Exilregierung des Weißruthenischen Zentralrats beteiligte. Im März 1945 wurde er in Polen von sowjetischen Truppen gefangen genommen und nach Minsk gebracht, wo er Anfang 1946 wegen Kollaboration mit den Deutschen zum Tode verurteilt und hingerichtet wurde.